# Sistema d'assistència a la conducció
La instal·lació de càmeres intel·ligents i sensors, podria convertir-se algun dia en un element de seguretat, d'obligatorietat a tots els vehicles, com es va imposar en el seu moment, el cinturó de seguretat, l'airbag, el casc a les motocicletes, i d'altres elements de seguretat. Per arribar a un funcionament òptim i aplicar-lo als vehicles, s'han de realitzar prèviament moltes proves i valoracions, i aplicar-les a un entorn real.

## Les primeres proves (2019)
Durant la tardor del 2019, Barcelona va ser el lloc triat a l'estat espanyol per provar el sistema més avançat, fins llavors, a nivell mundial. A través d'un projecte on participen la Direcció General de Trànsit (DGT), l'Ajuntament de Barcelona i l'empresa Mobileye. Aproximadament 300 vehicles de repartiment i 85 autobusos van incorporar unes càmeres connectades a uns instruments de reconeixement visual i processament de dades, que permetia avançar-se i predir una possible col·lisió a temps real. El sistema intel·ligent detectava que podia haver-hi una situació de perill, amb un vianant o amb una motocicleta per exemple, el pilot vermell instal·lat al tablier s'encenia i sonava un so molt estrident i escandalós per alertar al conductor.
Segons dades del consistori barceloní, durant els primers 11 mesos del 2019 va haver-hi 21 víctimes mortals en accidents de trànsit a Barcelona. Només una anava dins d'un cotxe, 13 eren motoristes, sis vianants i un ciclista.

## Els primers resultats
Segons les primeres dades del projecte anomenat Autonomus Ready Spain, durant els dues primeres mesos que va funcionar la tecnologia de prova, les alertes de potencials col·lisions de vehicles contra vianants o ciclistes, van ser de 668. Algunes d'elles podrien haver acabat en accident. El sistema no només alertava per la prevenció de situacions de perill, a més, mapejava tot allò que veia i va fer un geoposicionament de manera anònima de 37.000 ciclistes i 240.000 vianants. Aquestes dades van permetre al Servei de Mobilitat de l'Ajuntament de Barcelona, obtindré una gran quantitat d'informació que, sota un tractament adequat, varen poder ajudar a determinar punts negres a la ciutat i prendre mesures per millorar la seguretat viària a les interseccions considerades més perilloses.

## Les prospectives de futur
L'objectiu del projecte és poder ampliar a 700 els vehicles amb el sistema d'assistència a la conducció instal·lat el 2020 i arribar als 5.000 el 2022. Transports Metropolitans de Barcelona (TMB), es va comprometre que tots els autobusos que es comencessin a afegir a la flota a partir del darrer trimestre del 2019, anessin amb el nou equipament tecnològic que adverteix els conductors quan detecten algun usuari vulnerable als angles morts d'aquests vehicles de servei públic.
La normativa europea vol fer obligatoris els sistemes de seguretat d'aquest tipus de transport públic rodat a partir del 2022.